# Constante de Cahen
En matemáticas, la constante de Cahen se define como una serie infinita de fracciones unitarias, con signos alternos, derivadas de la sucesión de Sylvester:
{\displaystyle C=\sum {\frac {(-1)^{i}}{s_{i}-1}}={\frac {1}{1}}-{\frac {1}{2}}+{\frac {1}{6}}-{\frac {1}{42}}+{\frac {1}{1806}}-\cdots \approx 0,64341054629}
Si se agrupan estas fracciones en pares, se puede considerar la constante de Cahen como una serie de fracciones unitarias positivas formadas a partir de los términos en los lugares pares de la sucesión de Sylvester. Esta serie es un ejemplo de algoritmo voraz para fracciones egipcias:
{\displaystyle C=\sum {\frac {1}{s_{2i}}}={\frac {1}{2}}+{\frac {1}{7}}+{\frac {1}{1807}}+{\frac {1}{10650056950807}}+\cdots }
Esta constante recibe su nombre por Eugène Cahen (también conocido por la integral de Cahen-Mellin), quien fue el primero en formular e investigar su serie (Cahen 1891).
Se sabe que la constante de Cahen es trascendente (Davison and Shallit 1991), y es uno de los pocos números trascendentes construidos de forma natural cuya expansión en forma de fracción continua se conoce en su totalidad: si se forma la sucesión
1, 1, 2, 3, 14, 129, 25298, 420984147, ... (A006279)
definida por la recurrencia
{\displaystyle q_{n+2}=q_{n}^{2}q_{n+1}+q_{n}}
entonces la expansión en forma de fracción continua de la constante de Cahen es
{\displaystyle [0,1,q_{0}^{2},q_{1}^{2},q_{2}^{2},\ldots ]}
(Davison y Shallit 1991).